# 陳君天
陳君天（1940年11月28日—2024年5月15日），中華民國電視節目製作人，曾任臺灣電視公司製作人，曾獲金鐘獎等17項電視大獎，代表作為《一寸河山一寸血》系列中國抗日戰爭紀錄片。座右銘為「哪堪真相蒙塵，豈容青史成灰」、「把歷史還給歷史，讓真相回歸真像」。2022年獲得第57屆金鐘獎「特別貢獻獎」。

## 家庭與生平
原籍河南省，1940年生於福建省福州，父親是中華民國國軍軍官，兄長加入中國青年軍，一家人隨軍生活，父兄常不在身邊；他童年活潑的性格，和士兵們打成一片。國軍撤退臺灣前，父、兄都在軍中，母親為家人而留在大陸；由於母親無法養活陳君天，11歲的陳獨自一人搭船赴臺灣。
他留在大陸的家人在戰後被打成右派，父親自殺，兄長被下放山區勞動並照顧母親、但也自殺身亡。在兩岸關係緩和後，陳君天把當時79歲的母親接回台灣，母親110歲過世。
陳11歲來台後寄住眷村中親戚家，在軍隊自設補習班學習3年，虛報年齡考取政工幹校；畢業從軍，任少尉，負責軍中文藝事務。由於對軍旅生活厭倦，陳故意不報到導致軍方發佈通緝，陳「自首」而被趕出軍隊。1966年投入電視業，1980年代成為臺灣炙手可熱的綜藝節目製作人。
2010年做了一次心臟手術，康復後仍每天到工作室報到，繼續製作歷史紀錄片。兒子陳心問曾任TVIS導播、《中國時報》執行製作、公共電視文化事業基金會製作人、公共電視文化事業基金會專案召集人、欣傳媒總監、卓越文化工作室製作人、心福影音內容製作公司總監。
2024年5月15日，陳君天因病逝世。

## 電視節目製作
陳君天曾榮獲金鐘獎等17項電視大獎，在台視製作的節目包括鄧麗君從日本返台的第一部電視專輯，合作對象包括白嘉莉、張艾嘉、鳳飛飛、童安格；許多知名藝人第一次上電視就是上陳製作的節目，例如李宗盛、張清芳、費玉清、王芷蕾。
陳堅持細節、極富創意，且他認為「綜藝節目也有社會責任」。陳曾安排名主持人白嘉莉訪問十大建設工程進度，並製作「三百六十行」、「論語」等節目。陳君天認為「『好玩』固然重要」，「綜藝節目只是包裝，還是要傳達正確的觀念」。與陳君天相識半世紀的孫越觀察說，陳君天「做的事情都是有思想、有文化的」，「必須要能欣賞，才能感覺到他提出的問題或所製作出節目的可貴」。
- 1966年考試進台視新聞部，1972年任台視美術組組長。

- 1973年，製作台灣第一個雜誌型綜藝節目「銀河璇宮」，由白嘉莉主持；並創作短劇由張小燕、孫越演出。

- 1978年，與張艾嘉聯合製作台視單元劇「十一個女人」；同年，製作台視「幕前幕後」，張艾嘉主持。

- 1979年，製作台視「三百六十行」，透過歌舞短劇的形式，向觀眾介紹各行業。

- 1980年，獲台視獎勵環遊世界、觀摩各國節目，返國後向台視提案新節目「論語」。

- 1981年，台視歌舞綜藝節目「論語」，以生活化方式，將古書文字轉為實際生活態度；調整製作風格，以「無限關懷」節目獲製作人金鐘獎。

- 1982年，製作中華民國71年國慶暨台視開播20週年特別節目《雙十雙十》，並出版書籍「電視人畫像」；「論語」節目獲金鐘獎。

- 1983年~1989年，製作台視每年度年終節目。

- 1983年，接手製作台視收回內製的綜藝節目《台視綜藝列車》，林在培、王芷蕾、鄭吟秋主持。

- 1988年4月，紀念慎芝逝世，擔任台視節目部製作的特別節目《群星頌：懷念慎芝專輯》的編劇。

- 1989年，製作台視鄉鎮對抗體能遊戲節目「要拚才會贏」，同年向台視辭職、全力經營卓越傳播。

- 1990年代，與前廣電基金公共電視節目製播組企劃科科長宋穎鶯共同製作公視基金會節目《談性頻道》，張月麗主持。

## 紀錄抗日戰爭真相
陳君天說「全球14億的華人，只有5％的華人知道真正的歷史，而這些人幾乎都在台灣。」他說，抗戰史在台海兩岸出現完全不同版本，被中國共產黨扭曲宣傳為由毛澤東領導，在臺灣則被國民黨淡化，而日本人則竄改史實，導致抗日史實掩上疑雲。1995年3月，抗戰勝利50周年紀念，退役老將與黨政大老包括蔣緯國、電視界耆老劉侃如，發起抗日戰爭紀實紀錄片製作委員會，集資邀請陳君天任製作人，這是《一寸河山一寸血》的源起。面對蔣緯國邀請，陳自白無法歌功頌德，將一切按事實陳述；蔣緯國同意說「誰做得不好，你都可以批評，包括我家老頭子（蔣中正）」。事後蔣緯國也履行承諾，僅查看時間、資料是否錯誤；這紀錄片因此更貼近真實與人性。
陳君天自此奔走十多年，踏遍抗日時各會戰戰場遺址、探訪台灣各地的榮譽國民之家，在全球各國尋訪「目擊、參與歷史的第一手當事人」（而不訪談「兒子聽父親說」、戰爭專家），包括親身參戰的老將士兵逾八百人、日籍士兵、搜羅各國軍事檔案、尋訪親歷戰爭的專家，歷5次改版，甚至為此戒掉數十年菸癮以維持體力、並為此傾家蕩產，他認為自己所做也只保留了「九牛一毛」的史蹟。陳君天說，他是以「你是人，我也是人」的人性角度來紀錄，強調真實。他說，做抗日紀錄片的採訪製作「猶如與時間賽跑般，在搶救珍貴歷史」，出現過多次已約訪參戰者，卻突然過世、住院插管無法說話。陳君天的影片庫收藏量，超過台灣任一個官方機構，成為各媒體製作紀錄片的重要片源。他對歷史畫面極熟悉，可以馬上辨識出一個歷史鏡頭發生的時間、地點。

## 作品列表
- 1981年 - 無限關懷：獲第16屆金鐘獎製作人獎
- 1982年 - 論語
- 1985年 - 認識自己
- 1986年 - 生產力廣場
- 1987年 - 人之初
- 1988年 - 男女之間
- 1989年 - 名牌的故鄉
- 1990年 - 中國文學家系列
- 1991年 - 找到自己-39集
- 1993年 - 性本善
- 1994年 - 台灣奇蹟的創造者
- 1995年 - 一寸河山一寸血
- 1996年 - 小宇宙之旅：入圍金鐘獎美術指導獎
- 1997年 - 盧溝烽火六十年
- 1998年 - 台灣政治檔案
- 1998年 - 公共電視跨年音樂會
- 1999年 - 山河歲月
- 2000年 - 台海戰役
- 2000年 - 希望與榮耀
- 2000年 - 大陸名城之旅
- 2000年 - 台灣四百年
- 2000年 - 山河變
- 2000/2002年 - 大愛台灣309
- 2001年 - 名將風雲錄
- 2001年 - 鄭和傳/鄭成功傳
- 2002年 - 「蔣中正傳」
- 2003-2004年 - 經國先生傳
- 2005年 - 大決戰
- 2006年 - 「蔣中正」
- 2006-2008年 - 「中日戰爭」
- 2007年 - 475,000砲彈的秘密（823砲戰）
- 2008年 - 大愛「發現」
- 2009-2011年 - 尋找一九四九

- 黃埔

## 其他作品
胡德夫《匆匆》--作詞

## 外部連結
- 陳君天的新浪微博
- 卓越文化傳播公司 （页面存档备份，存于）
- 陳君天專訪實錄 「一寸河山一寸血」特別報導 （页面存档备份，存于）大紀元.2005-11-22
- 重燃对中日战争的醒思 “一寸河山一寸血”制作人陈君天专访錄音 （页面存档备份，存于）大紀元.2005-11-13